# آدم كولين (رسام)
آدم كولين (بالإنجليزية: Adam Cullen)‏ هو رسام أسترالي، ولد في 9 أكتوبر 1965 في سيدني في أستراليا، وتوفي في 28 يوليو 2012 في Wentworth Falls, New South Wales ‏ في أستراليا.